# Liste der Biografien/Gors
Liste der Biografien |
Portal Biografien |
Personensuche
# |
A |
B |
C |
D |
E |
F |
G |
H |
I |
J |
K |
L |
M |
N |
O |
P |
Q |
R |
S |
T |
U |
V |
W |
X |
Y |
Z |
?
 
Ga |
Gb |
Gc |
Gd |
Ge |
Gf |
Gh |
Gi |
Gj |
Gk |
Gl |
Gm |
Gn |
Go |
Gp |
Gq |
Gr |
Gs |
Gu |
Gv |
Gw |
Gy |
Gz
 
Goa |
Gob |
Goc |
God |
Goe |
Gof |
Gog |
Goh |
Goi |
Goj |
Gok |
Gol |
Gom |
Gon |
Goo |
Gop |
Gor |
Gos |
Got |
Gou |
Gov |
Gow |
Goy |
Goz
 
Gora |
Gorb |
Gorc |
Gord |
Gore |
Gorf |
Gorg |
Gorh |
Gori |
Gorj |
Gork |
Gorl |
Gorm |
Gorn |
Goro |
Gorp |
Gorr |
Gors |
Gort |
Goru |
Gorv |
Gory |
Gorz
Die Liste der Biografien führt alle Personen auf, die in der deutschsprachigen Wikipedia einen Artikel haben. Dieses ist eine Teilliste mit 67 Einträgen von Personen, deren Namen mit den Buchstaben „Gors“ beginnt.

## Gors

### Gorsa
- Gorsas, Antoine-Joseph (1752–1793), französischer Politiker

### Gorsc
- Görsch, Eva (1928–1985), deutsche Kinderbuchautorin und Dramaturgin
- Gorsch, Jekaterina Arkadjewna (1896–1987), russische bzw. sowjetische Bibliothekswissenschaftlerin und Hochschullehrerin
- Görsch, Margit (* 1945), deutsche Politikerin (CDU), MdA
- Görsch, Ursula (1932–2023), deutsche Komponistin
- Görschen, Hans Wolf von (1894–1945), deutsch-niederländischer Bankier und Widerstandskämpfer
- Görschen, Karl Friedrich Alexander von (1738–1818), deutscher Generalmajor in der kaiserlichen Armee der Habsburgermonarchie
- Görschen, Otto von (1824–1875), preußischer Oberstleutnant
- Görschen, Robert von (1829–1914), Wirtschaftsjurist
- Görschen, Robert von (1864–1936), deutscher Verwaltungsjurist
- Gorschenek, Hanns (1924–2006), deutscher Rundfunkjournalist
- Gorschenina, Olga Anatoljewna (* 1990), russische Handballspielerin
- Gorschkow, Alexander Georgijewitsch (1946–2022), sowjetischer bzw. russischer Eiskunstläufer, Eiskunstlauftrainer und Sportfunktionär
- Gorschkow, Alexander Iwanowitsch (1928–1993), sowjetischer Speerwerfer
- Gorschkow, Dmitri Georgijewitsch (* 1967), russischer Wasserballspieler
- Gorschkow, Juri Alexandrowitsch (* 1999), russischer Fußballspieler
- Gorschkow, Sergei Georgijewitsch (1910–1988), sowjetischer AdmiralSergei Georgijewitsch Gorschkow (1910–1988)

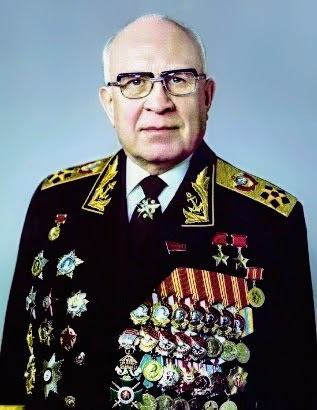
Sergei Georgijewitsch Gorschkow (1910–1988)

- Gorschkow, Wladislaw (* 2001), russischer E-Sportler
- Gorschkowa, Klawdija Wassiljewna (1921–2002), sowjetische bzw. russische Linguistin und Hochschullehrerin
- Gorschkowa, Polina Petrowna (* 1989), russische Handballspielerin
- Gorschlüter, Lars (* 1970), deutscher Unternehmer
- Gorschlüter, Peter (* 1974), deutsch-italienischer Kunsthistoriker und Kurator
- Gorschlüter, Tim (* 1983), deutscher Fußballspieler

### Gorsd
- Görsdorf, Dieter (* 1937), deutscher DDR-Spion, Offizier der Volksmarine

### Gorse
- Gorše, France (1897–1986), jugoslawischer Bildhauer
- Gorse, Georges (1915–2002), französischer Politiker (SFIO, UNR, RPF), Mitglied der Nationalversammlung
- Gorsemann, Ernst (1886–1960), deutscher Bildhauer
- Gorsen, Peter (1933–2017), österreichischer Kunstwissenschaftler und Autor
- Görsev, Kerem (* 1961), türkischer Jazzmusiker und -komponist

### Gorsh
- Gorshenina, Svetlana (* 1969), Historikerin, Kunsthistorikerin und zentralasiatische Historiografin aus Usbekistan
- Gorshin, Frank (1933–2005), US-amerikanischer Schauspieler und Synchronsprecher
- Gorshman, Shira (1906–2001), sowjetische Schriftstellerin des Jiddischen

### Gorsk
- Górska, Halina (1898–1942), polnische Schriftstellerin
- Górska-Damięcka, Irena (1910–2008), polnische Schauspielerin
- Gorske, Alyson (* 1996), US-amerikanische Theater- und Filmschauspielerin
- Górski, Artur (1970–2016), polnischer Publizist und Politiker
- Gorski, Bernd (* 1959), deutscher Fußballspieler
- Gorski, Chester C. (1906–1975), US-amerikanischer Politiker
- Gorski, Constantin (1823–1864), deutsch-baltischer Zoologe
- Górski, Franciszek (1897–1989), polnischer Botaniker
- Gorski, Horst (* 1957), deutscher lutherischer Geistlicher
- Gorski, Johannes (1910–1995), deutscher Politiker (CDU), MdL
- Górski, Kazimierz (1921–2006), polnischer Fußballspieler und TrainerKazimierz Górski (1921–2006)

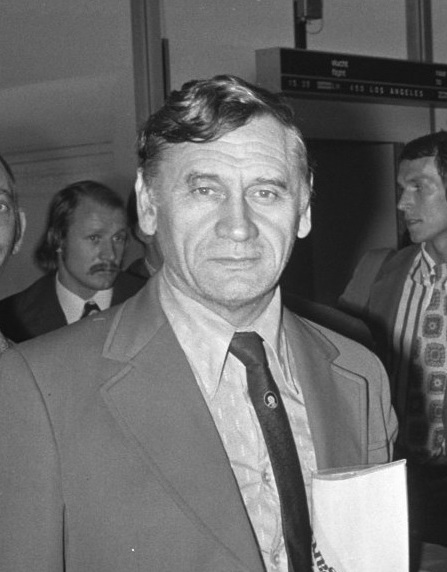
Kazimierz Górski (1921–2006)

- Górski, Leszek (1961–2025), polnischer Schwimmer
- Gorski, Mark (* 1960), US-amerikanischer Radrennfahrer
- Gorski, Martin (1886–1949), US-amerikanischer Politiker
- Górski, Michał (1911–1985), polnischer nordischer Skisportler
- Gorski, Mijo (* 1952), kroatischer Geistlicher, Weihbischof in Zagreb
- Gorski, Paul (1913–1998), deutscher Fußballspieler
- Gorski, Peter (1921–2007), deutscher Theater- und Filmregisseur
- Gorski, Philip S. (* 1963), US-amerikanischer Soziologe
- Gorski, Stefan (* 1991), österreichischer Schauspieler
- Gorski, Tamara (* 1968), kanadische Schauspielerin
- Górski, Tomasz (* 1973), polnischer Politiker, Mitglied des Sejm
- Gorskih, Anna (* 1992), deutsche Politikerin (Die Linke), MdL
- Gorsky, Alex (* 1960), US-amerikanischer Manager

### Gorsl
- Gorsleben, Rudolf John (1883–1930), deutscher ariosophisch orientierter Runologe und Esoteriker

### Gorsm
- Görsmann, Gustav (1873–1942), deutscher katholischer Geistlicher

### Gorss
- Görß, Willi (* 1920), deutscher Hochbauingenieur, MdV

### Gorst
- Gorst, Eldon (1861–1911), britischer Diplomat
- Gorst, Fjodor Alexejewitsch (* 2000), russischer Poolbillardspieler
- Gorst, Ian, britischer Politiker, Chief Minister von Jersey
- Gorstkin-Wywiórski, Michał (1861–1926), polnischer Landschaftsmaler
- Gorstkow, Jewgeni Nikolajewitsch (1950–2020), sowjetischer Boxer

### Gorsu
- Gorsuch, David (1938–2021), US-amerikanischer Skirennläufer
- Gorsuch, Neil (* 1967), US-amerikanischer Jurist und BundesrichterNeil Gorsuch (* 1967)

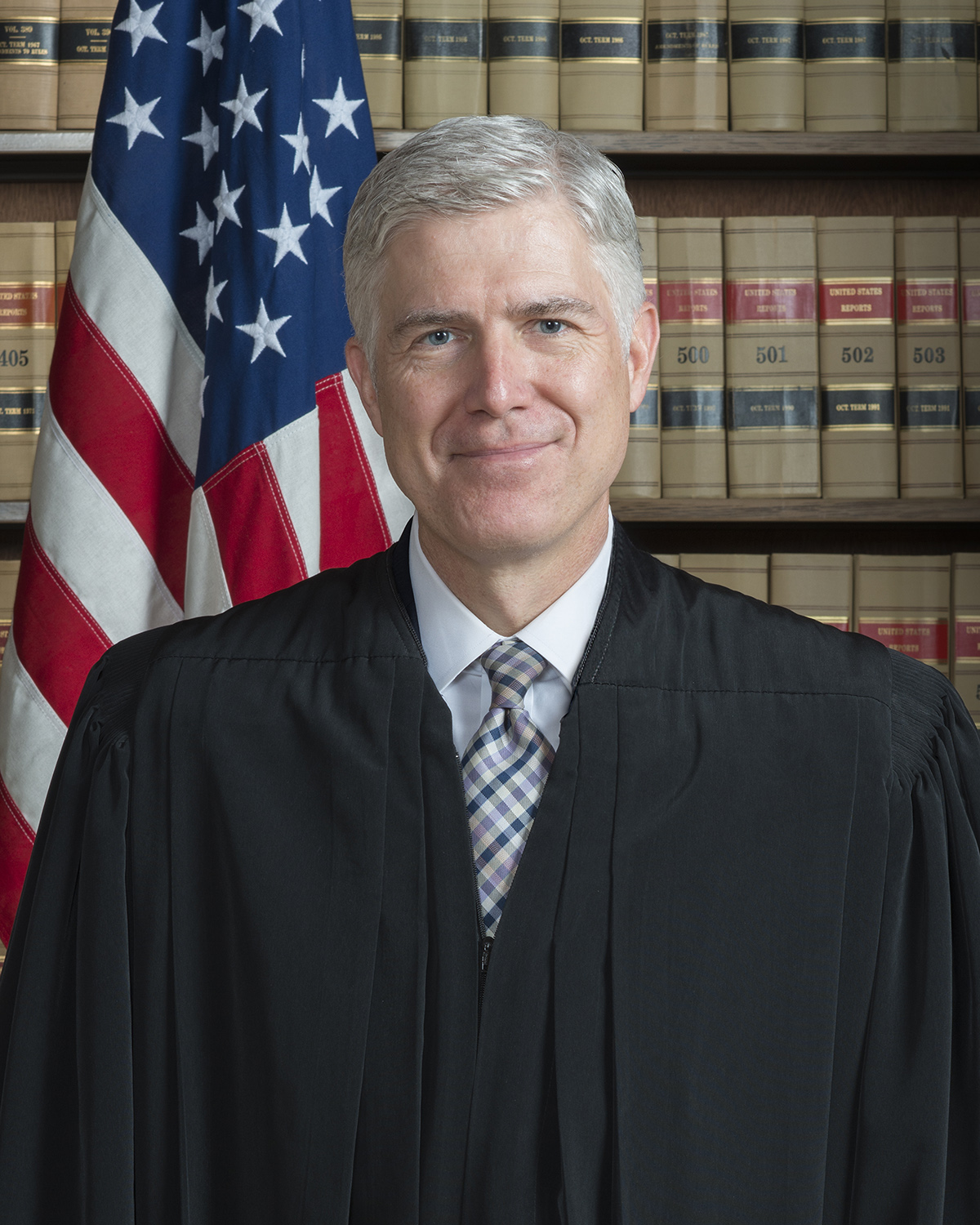
Neil Gorsuch (* 1967)

### Gorsz
- Gorszka, Werner (* 1929), deutscher Fußballspieler